# Mayfield (Ohio)
Mayfield is een plaats (village) in de Amerikaanse staat Ohio, en valt bestuurlijk gezien onder Cuyahoga County.

## Demografie
Bij de volkstelling in 2000 werd het aantal inwoners vastgesteld op 3435.
In 2006 is het aantal inwoners door het United States Census Bureau geschat op 3191, een daling van 244 (-7,1%).

## Geografie
Volgens het United States Census Bureau beslaat de plaats een oppervlakte van
10,2 km², geheel bestaande uit land.

## Plaatsen in de nabije omgeving
De onderstaande figuur toont nabijgelegen plaatsen in een straal van 8 km rond Mayfield.